# Estación de Urgell
Urgell es una estación de la línea 1 del Metro de Barcelona situada debajo de la Gran Vía de las Cortes Catalanas y el cruce con la calle del Conde de Urgel, en el distrito del Ensanche de Barcelona.
La estación se inauguró en 1926 con el nombre de Urgel como parte del primer tramo inaugurado del Metro Transversal. Posteriormente en 1982 con la reorganización de los números de líneas a la numeración arábiga y cambios de nombre de estaciones pasó a ser una estación de la línea 1 y su nombre adoptó la forma catalana Urgell.
| << cabecera           | < estación | línea | estación >  | cabecera >> |
| --------------------- | ---------- | ----- | ----------- | ----------- |
| Metro                 |            |       |             |             |
| Hospital de Bellvitge | Rocafort   |       | Universitat | Fondo       |

- Datos: Q2094288
- Multimedia: Urgell metrostation / Q2094288